# Ricardo Bacelar
Ricardo Bacelar (Fortaleza, 19 de julho de 1967) é advogado, cônsul da Bélgica, maestro, produtor, cantor pianista e compositor. Integrante da banda pop/rock Hanói-Hanói, nos anos 80 e 90

## Biografia
Ricardo Bacelar, nasceu em 19 de julho de 1967, em fortaleza, Ceará.
É Cônsul da Bélgica.
Possui graduação em direitos pela Universidade de Fortaleza, é advogado atuante na área Direito Empresarial  e Propriedade Intelectual.
Ricardo Bacelar é um compositor, multi-instrumentista e produtor brasileiro. Nascido em Fortaleza, ingressou na carreira musical ainda jovem e entre as suas influências musicais estão o jazz, a música clássica e a música brasileira.

## Carreira Artística
Aos 17 anos passou a integrar o Hanói-Hanói, um dos grupos mais emblemáticos da cena pop/rock brasileira. Estudante de Direito na ocasião (profissão que viria a retomar anos mais tarde), Bacelar atendeu ao convite do grupo carioca, que tinha Arnaldo Brandão como baixista e vocalista, e mudou-se para o Rio de Janeiro, onde permaneceu por mais de uma década.
Durante os 11 anos de Hanói-Hanói, gravou discos e participou de mais de 1.300 shows com o grupo. Nesta época, ainda no Rio de Janeiro, tornou-se sócio de Arnaldo Brandão em um estúdio, produzindo trilhas para cinema, teatro, jingles publicitários, além de gravar com artistas como Luiz Melodia e Lulu Santos. Foi também parceiro da gravadora GPA Music, experiência que lhe permitiu trabalhar como engenheiro de som, músico e arranjador, ao mesmo tempo, em projetos de Baby Consuelo, Erasmo Carlos, Belchior, Ednardo e Adriana Calcanhotto, entre outros artistas.
Aos 30 anos, de volta à Fortaleza, retomou a Faculdade de Direito e, paralelamente aos estudos, produziu e lançou o seu primeiro álbum, In Natura(2000), com participações de Belchior, Frejat e do próprio Hanói-Hanói. Dividindo-se entre os compromissos com a música e a advocacia, Bacelar ingressou na OAB no ano de 2000. Como advogado, atua sobretudo nas áreas do direito autoral e da propriedade intelectual. Desde de 2018, é Cônsul Honorário da Bélgica.
Em 2015, lançou Concerto para Moviola, registro ao vivo de sua apresentação no Festival de Guaramiranga (Jazz&Blues). Editado no Brasil e nos EUA, onde alcançou a 52º posição nas das paradas americanas de jazz.
Sebastiana (2018), terceiro álbum solo, cujo título faz referência ao compositor Jackson do Pandeiro, faz um passeio pelas nuances da música brasileira, com a participação de músicos norte-americanos, brasileiros e latino-americanos. O álbum traz o primeiro registro de Ricardo Bacelar nos vocais, em “Oh mana deixa eu ir”, e figurou entre os 50 mais executados nas rádios de jazz norte-americanas, segundo ranking do Jazz Week. Em 2020 foi a vez de lançar Ricardo Bacelar – Ao vivo no Rio, um recorte de seus discos anteriores em versões ao vivo, captadas em uma casa noturna carioca, que também chegou ao TOP 50 do Jazz Week.
A essa altura, nascia em Fortaleza o Jasmin Studio, projeto ambicioso, criado a partir de sua expertise técnica e do desejo de exercer o ofício de produtor, músico e compositor de forma mais intensa. Junto com o estúdio - hoje referência na América Latina pela acústica, equipamento e tecnologia, como o Dolby Atmos -, Ricardo criou o selo Jasmin Music, com a proposta de desenvolver um catálogo de música brasileira de qualidade. O álbum de estreia desta nova fase é Paracosmo, projeto instrumental produzido em parceria com o músico Cainã Cavalcanti (2022).
Na construção de sua sólida carreira solo, a intimidade de Ricardo Bacelar com o microfone foi crescendo em meio a projetos instrumentais. O álbum seguinte, Congênito(2022), é um marco e um divisor de águas: pela primeira vez, ele gravou, produziu, cantou e tocou todos os instrumentos. Como intérprete, soltou a voz em clássicos de Caetano Veloso, Djavan, Gilberto Gil, Chico Buarque e Adriana Calcanhotto, entre outros compositores.
Em 2023, dois novos álbuns ganharam destaque: Andar com Gil, tributo a Gilberto Gil gravado a quatro mãos com a cantora e pianista Delia Fischer, inclui canções que trazem a espiritualidade como eixo-central, com a participação do Gilberto Gil, cantando em trio. Já Nós e o mar apresenta leituras contemporâneas para clássicos da Bossa Nova, reunindo Roberto Menescal, Ricardo Bacelar e o pianista Diogo Monzo. O encontro dos três teve recepção calorosa nos mercados norte-americano, europeu e japonês.  
Além dos álbuns, Ricardo Bacelar lançou singles solo e com artistas convidados, como Vício Elegante, parceria com Belchior (2018); Nada será como antes, com Delia Fischer (2020); De passagem, com Toninho Horta (2022); O meio do mundo, com Jaques Morelenbaum (2023); Semente da Maré, com Leila Pinheiro (2023); e Seguir no Tempo, com Amelinha (2024). Sua discografia inclui ainda os EPs Ponto de Partida (2022) e Telepatia, recente colaboração com o cantor e compositor Flávio Venturini (2024).

### Infância e juventude
Começou a tocar piano desde os cinco anos de idade e começou a estudar música erudita. Filho de pianista amador tinha todo o apoio da família com a música. Começou a trabalhar com música aos 14 anos de idade.
Aos 17 anos de idade se mudou para o Rio de Janeiro para tocar com o grupo Hanói-Hanói.